# Loretta de Braose
Loretta de Braose, Comtessa de Leicester (c. 1185 - c. 1266) va ser una de les filles de William de Braose, senyor de Bramber a Sussex i la seva muller, Maud de St. Valery.

## Matrimoni
Loretta es va casar amb Robert, 4t Earl de Leicester conegut com a "fitz Parnel", fill i hereu de Robert de Beaumont, 3r Earl de Leicester i Petronilla de Grandmesnil, poc després de 1196. Molts dels últims anys del seu curt matrimoni l'Earl Robert va estar al continent lluitant pel Rei Joan d'Anglaterra. El matrimoni no va tenir fills o potser cap fill va sobreviure al Comte, passant a ser les seves dues germanes les hereves de l'Earl.
Quan Loretta va enviudar va rebre una dot que consistia en 100 lliures de terra i les propietats que havia aportat al seu matrimoni. Les circumstàncies polítiques, amb una lluita ferotge a la Marca de Gal·les, i la reclamació per part de la seva sogra d'algunes de les propietats de la seva dot van contribuir a les dificultats financeres de Loretta qui es va veure obligada a demanar un préstec a la corona de 100 marcs l'any 1207.

## Desgràcia familiar
William de Braose havia estat un dels associats més propers al Rei Joan, però poc després que la Comtessa Loretta enviudes, el seu pare va començar ràpidament a perdre el favor del rei. Aviat es va convertir en una venjança contra la família de Braose i els seus socis. El Rei Joan va fer campanya contra William, la seva muller Maud, i el seu gendre Walter de Lacy a Irlanda. Maud i el seu fill gran, William, van ser capturats i empresonats al Castell de Windsor. Quan les negociacions van fracassar, el rei va declarar William de Braose un fugitiu. Joan es va enterar dels rumors d'una trama per deposar-lo i oferir el tron a Simó IV de Montfort, el nebot de Loretta. El Rei Joan va reaccionar confiscant la terra i empresonant als sospitosos i els membres de les seves famílies els anys 1209-11.
Loretta va ser exiliada juntament amb altres membres de la seva família, incloent el seu germà Giles de Braose, bisbe de Hereford. La seva mare i el seu germà gran van morir de gana durant la seva captivitat al Castell de Corfe; la seva germana Annora va estar a la presó fins al 1214 igual que el seu oncle i quatre nebots que també van estar a la presó durant anys. Les terres de Loretta van ser confiscades.

## Últims anys
Loretta va retornar a Anglaterra en algun moment entre la mort del seu pare el 1211 i la seva declaració oficial que havia estat soltera el desembre de 1214. Les seves terres li van ser tornades, i les va mantindre com a mínim quatre anys. L'any 1221, va passar a ser una reclusa o anacoreta a Hackington, al nord de Canterbury a Kent. L'Arquebisbe Stephen Langton va aprovar la seva reclusió. Va viure allà durant uns quaranta-cinc anys i va morir el 4 de març de 1266 o 1267.